# José Luis Escolar Gutiérrez
José Luis Escolar Gutiérrez (Madrid, 30 de juny de 1960) és un productor i assistent de director de cinema espanyol, guanyador de quatre premis Goya. Pertany a una família d'actors: és fill d'Irene Gutiérrez Caba i pare de l'actriu Irene Escolar.
Va començar al cinema com a assistent de director de ¡Vaya par de gemelos! (1978) de Pedro Lazaga. Ha rebut quatre cops el Goya a la millor direcció de producció per les pel·lícules La pasión turca (1994), Nadie hablará de nosotras cuando hayamos muerto (1995), Perdita Durango (1997) i Agora (2009).
Ha treballat com a productor per directors com Steven Spielberg, Ridley Scott, Tom Cruise, Bruce Willis, Terry Gilliam o Pedro Almodóvar. S'ha distingit com a aferrissat defensor de la Llei Sinde i fins i tot va arribar a afirmar que ficaria a la presó a qualsevol consumidor il·legal de cinema.

## Filmografia selecta
- Jack Ryan (sèrie de televisió)
- Criminal. España (2019)
- Criminal. Francia (2019)
- Criminal. Alemania (2019)
- Criminal. Reino Unido (2019)
- Narcos (2015)
- Libertador (2013)
- Cloud Atlas (2012)
- Knight and Day (2010)
- Agora (2009)
- Kingdom of Heaven (2005)
- Reinas (2005)
- Imagining Argentina (2003)
- Perdita Durango (1997)
- Morirás en Chafarinas (1995)
- Nadie hablará de nosotras cuando hayamos muerto (1995)
- La pasión turca (1994)
- 1492: Conquest of Paradise (1992)
- Las cosas del querer (1989)
- ¡Átame! (1989)
- Indiana Jones i l'última croada (1989)
- La huella del crimen (1985)
- Los Pazos de Ulloa (1985)
- El poderoso influjo de la luna (1981)